# Sven Breugelmans
Sven Breugelmans est un pilote belge de motocross né le 12 août 1979. Il a commencé sa carrière en 1999 et remporté en 2005 le championnat du monde MX3. Il a cessé de courir après la saison 2008. Sven Breugelmans a remporté l'Enduropale du Touquet 2017 et 2018 en catégorie " Vintages ".